# Schloss Tillowitz

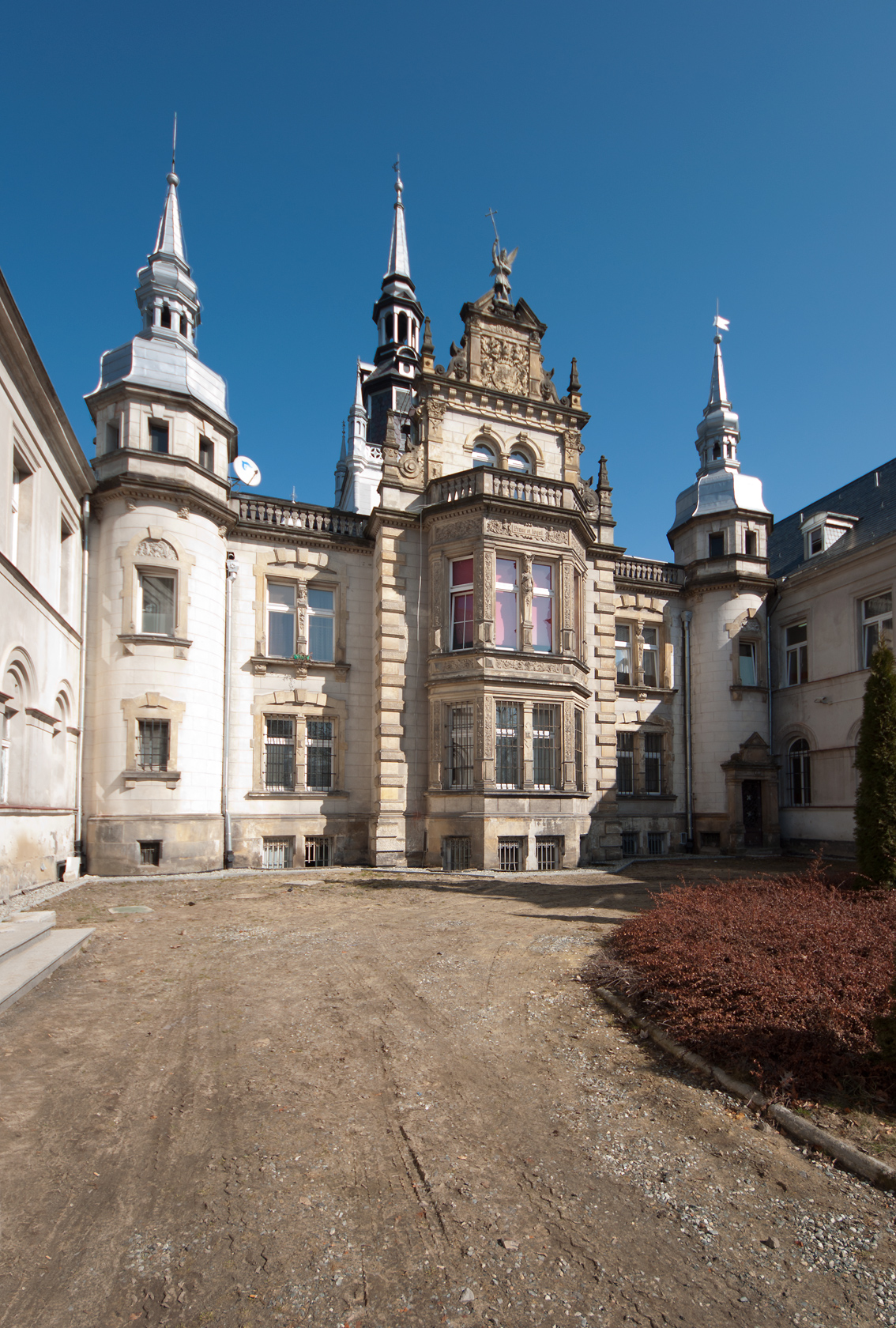
Schloss Tillowitz – Südfront

Das Schloss Tillowitz (poln. Pałac w Tułowicach) ist eine Schlossanlage im schlesischen Tułowice in der Woiwodschaft Opole in Polen. Es liegt am östlichen Ortsrand an der ul. Zamkowa (bis 1945 Schloßstraße) am linken Ufer der Steinau.
Schloss Turawa

## Geschichte

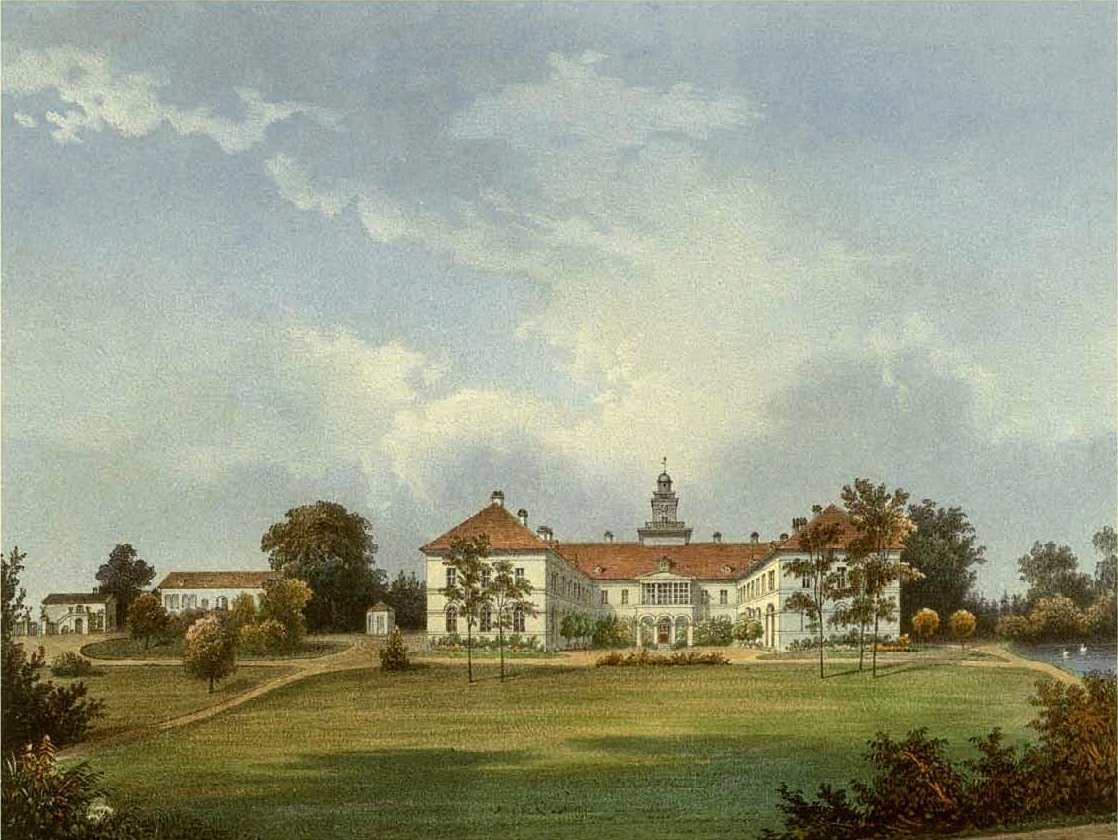
Schloss Mitte des 19. Jahrhunderts

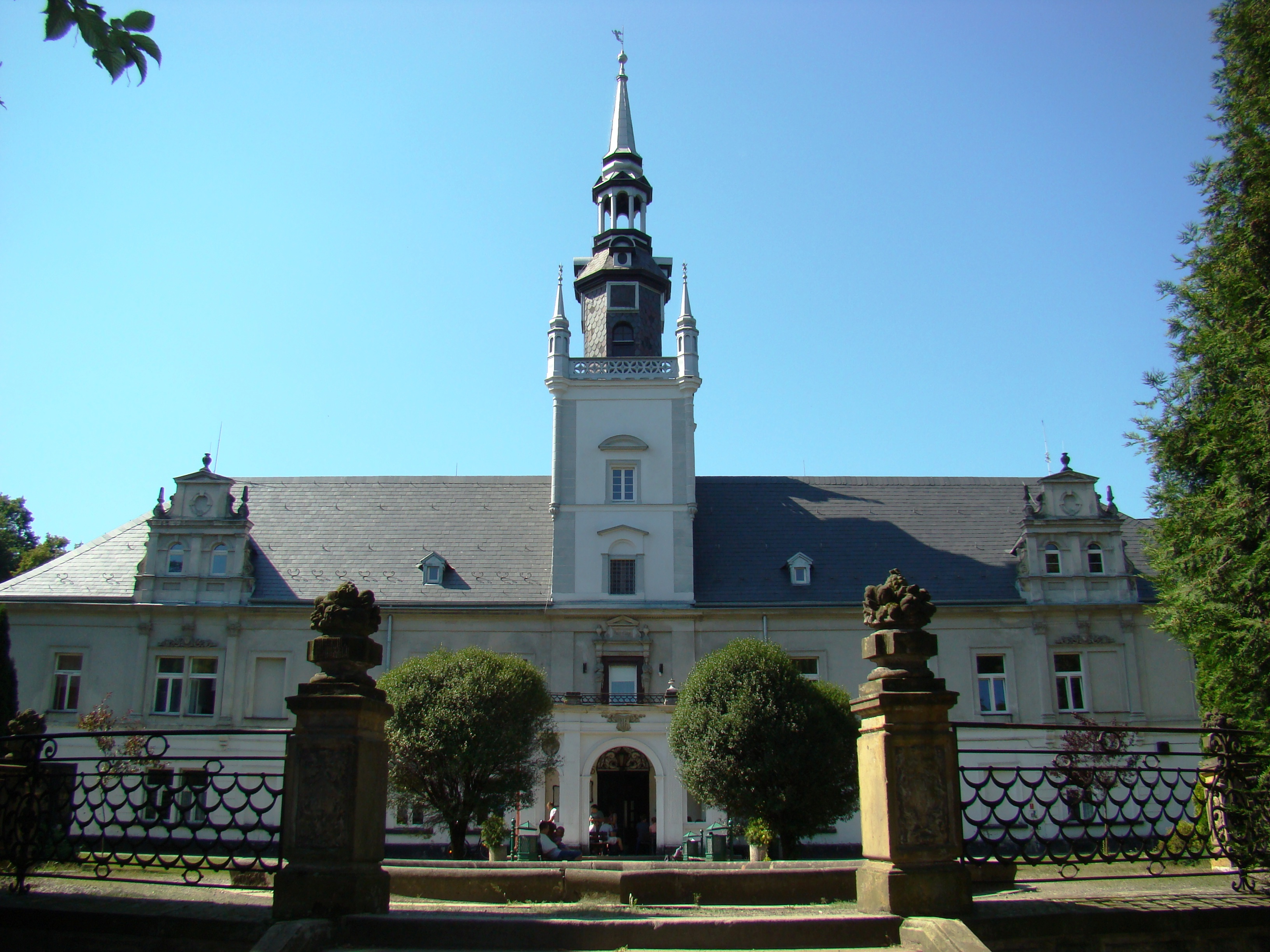
Nordseite mit Schlossturm

Das Schloss Tillowitz wurde ursprünglich zwischen 1824 und 1827 unter Ludwig von Praschma im Stil des Klassizismus erbaut. Zwischen 1879 und 1889 wurde das Schloss im Stil der Neorenaissance im Auftrag der Familie Frankenberg-Ludwigsdorf umgestaltet. Nachdem die Besitztümer von Konrad von Frankenberg-Ludwigsdorf, darunter auch das Schloss Tillowitz, beschlagnahmt wurden, wurde 1937 im Schloss ein forstwirtschaftliches Schulungszentrum eingerichtet. Während des Zweiten Weltkriegs befand sich im Schloss zeitweise ein Krankenhaus.
1948 wurde im Schloss ein Forstarbeiter-Ausbildungszentrum eingerichtet. Ab 1957 befand sich im Schloss die Forstaufsichtsbehörde von Tillowitz. Heute befindet sich im Schloss ein Internat (poln. Internat Zespołu Szkolneg). Seit 1965 steht die Schlossanlage unter Denkmalschutz.

## Architektur
Beim Schloss handelt es sich um einen zweigeschossigen Dreiflügelbau mit einem Grundriss in Form eines Hufeisens mit Öffnung in Richtung Süden. Der Schlossbau besitzt ein Walmdach mit Zwerchgiebeln. Das Schloss besitzt am Nordflügel einen quadratischen Turm mit einem oktogonalen, durchbrochenen Turmhelm. Der Schlossbau besitzt mehrere Rundtürme an den Ecken des Innenhofes. In der Mittelachse besitzt die Fassade an der Nordseite einen Portikus mit einem Turm. An der Südseite der Mittelachse befindet sich ein reich dekorierter Erker. Bekrönt ist dieser mit einer Figur des Erzengels Michael. 
Das Schloss ist umgeben von einem weitläufigen Park, welcher in der zweiten Hälfte des 19. Jahrhunderts entstand.